# Torrano
Torrano is een plaats (frazione) in de Italiaanse gemeente Pontremoli.